# 五十嵐竹沙
五十嵐 竹沙（いからし ちくさ、安永3年（1774年） - 天保15年2月25日（1844年4月12日））は江戸時代後期の画家。姓は呉、名は主膳（主善）。字は巨宝、号は静所・達斎。法眼を名乗る。五十嵐浚明の孫。

## 事跡
安永3年（1774年）越後国新潟の画家五十嵐片原の子として生まれ、父に絵を学んだ。
天明4年（1784年）父の死後江戸に出て、鈴木芙蓉・酒井抱一・谷文晁等に接して絵を学んだ。文化6年（1809年）亀田鵬斎が越後国に来訪した際、信濃国佐久郡から千曲川畔まで同行した。江戸では毎月7日大窪詩仏が詩聖堂で開いた詩会に参加し、文化12年（1815年）詩仏・菊池五山・秦星池作『文人番付』の上位に掲載されている。また、文政元年（1818年）『江戸方角分』に中御徒町在住、天保7年（1836年）『広益諸家人名録』にも下谷聖天町在住として掲載される。
天保15年（1844年）2月25日71歳で死去し、上野護国院に葬られた。戒名は竹沙院巨宝主膳居士。後に多磨霊園第3区甲32側に改葬された。

## 絵画

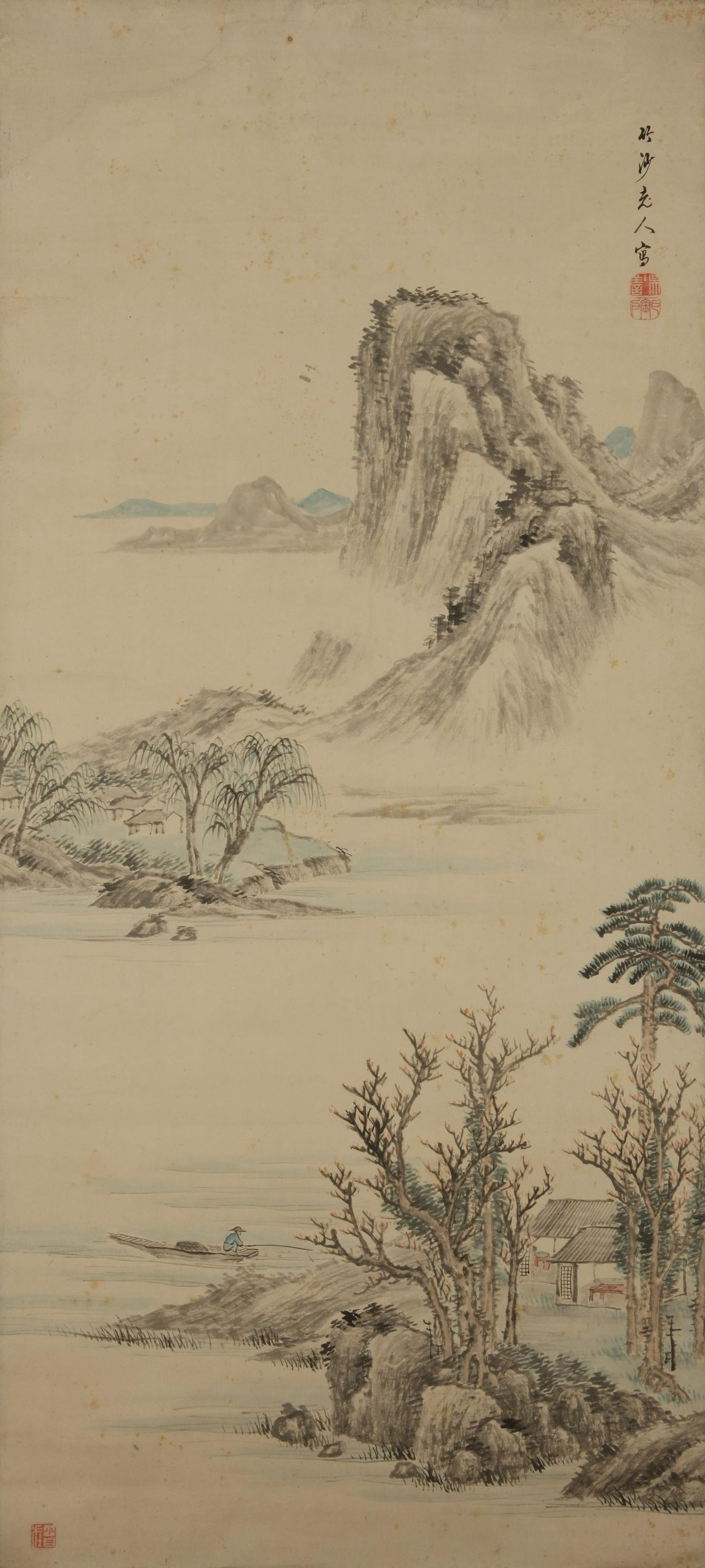
山水図

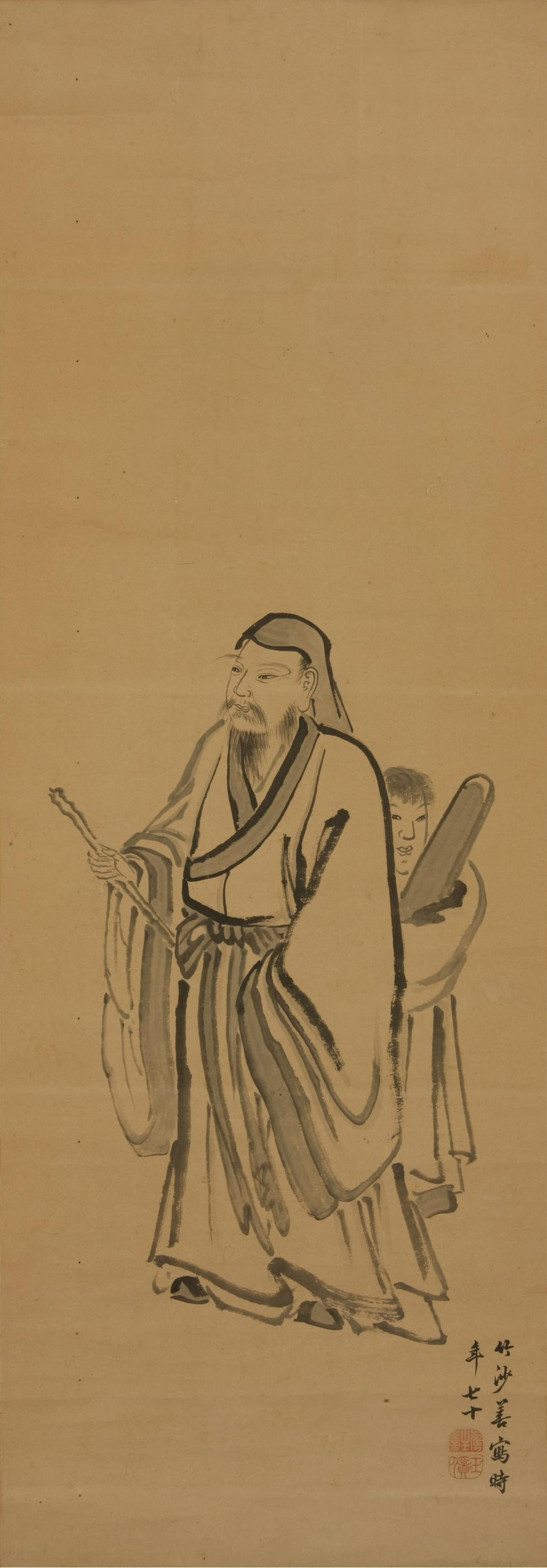
人物図

| 作品               | 技法         | 形状・員数 | 寸法 (縦x横cm)                       | 所蔵             | 年代                 | 備考 |
| ------------------ | ------------ | ---------- | ------------------------------------ | ---------------- | -------------------- | --- |
| 山水図             | 紙本著色     | 一幅       | 159.7x85.9                           | 渥美コレクション | 文化6年（1909年）6月 | 亀田鵬斎讃。鵬斎の越後旅行に同行中、佐久郡野沢村並木家で描いたものか。                                   |
| 有竹居図           | 絹本墨画     |            |                                      | 渥美コレクション |                      | 大窪詩仏讃。                                                                                             |
| 山水画             |              | 一幅       | 207x74                               | 新潟県立図書館   |                      | [ 10 ]                                                                                                   |
| 山水画             |              | 一幅       | 207x74                               | 新潟県立図書館   | 天保4年（1833年）冬  | 月海草堂での作。                                                                                         |
| 人物画             |              | 一幅       | 178x47                               | 新潟県立図書館   | 天保14年（1843年）   | [ 10 ]                                                                                                   |
| 松下虎図           | 絹本着色     |            | 98.5x35.5                            | 個人             |                      | [ 11 ]                                                                                                   |
| 夏木重陰図         | 絹本墨画淡彩 |            | 125.0x59.0                           | 個人             | 文化12年（1815年）   | [ 11 ]                                                                                                   |
| 山水図巻           | 絹本墨画淡彩 |            | 23.8x460.8                           | 新潟市歴史博物館 | 文化13年（1816年）   | [ 11 ]                                                                                                   |
| 山水人物押絵貼屏風 | 紙本墨画淡彩 | 六曲一双   | 各隻1,6扇137.0x51.5、2-5扇137.0x53.8 | 正福寺           | 寛政8年（1796年）2月 | 従兄弟佐野其正との共作。右隻3扇（布袋図）・4扇・6扇（書画図）、左隻1扇・3扇・6扇（馬上の高士）が竹沙筆。 |
| 山水図             |              |            |                                      | 雪梁舎美術館寄託 | 文化6年（1809年）    | 亀田鵬斎賛。「大井平瀑布記」巻末。                                                                       |
| 花鳥図             | 絹本着色     |            | 131.0x55.5                           | 個人             | 天保13年（1842年）   | [ 11 ]                                                                                                   |
| 秋景山水釣艇図     | 絹本墨画淡彩 |            | 98.0x37.0                            | 新潟市歴史博物館 |                      | [ 11 ]                                                                                                   |
| 山水図巻           | 絹本墨画     |            | 23.8x460.8                           | 新潟市歴史博物館 |                      | [ 11 ]                                                                                                   |
| 長命富貴図         | 紙本着色     | 一幅       | 127.8x35.6                           | 石川県立美術館   | 天保4年（1833年）    | [ 14 ]                                                                                                   |
| 蓮に鶺鴒図／水亭図 | 絖本         |            |                                      | 平野美術館       | 寛政12年（1800年）冬 | 松平定信『楽翁画帖』巻4掲載。                                                                            |
| 荘生夢蝶の図       |              |            |                                      |                  | 天明2年（1782年）    | 釈香樹『北山詩集』掲載。                                                                                 |

## 『竹沙小品』
亀田鵬斎序、文化10年（1813年）刊。竹沙筆12図と各界文人に依頼した漢詩22首とを交互に掲載する。
1. 太田錦城
2. 秦星池
3. 菊池五山
4. 益田勤斎
5. 糸井榕斎
6. 谷文晁
7. 元堂
8. 長橋東原
9. 佐羽淡斎
10. 酒井抱一
11. 朝川善庵
12. 鈴木芙蓉
13. 大窪詩仏
14. 久保田順卿
15. 葛西因是
16. 中井董堂
17. 辻元山松
18. 春星
19. 海野蠖斎
20. 稲毛三千太郎
21. 市川寛斎
22. 市河米庵

## 逸話
王元章「墨梅」を愛蔵した。
奇行が多く、亀田鵬斎等から「竹痴」と呼ばれた。信中に珍しい石を所蔵している人がいると聞き、山水花卉図数十頁を描いて潤筆料の代わりに譲り受け、人を雇って背負わせて持ち帰った。芸妓に入れ込み、思いが止まず、そのいる方角を向いて一日中座って空を見上げていることがあった。酒を飲むと酔って踊り出し、手足の動作が刺松点や乱柴皴を描くようだったため、顧愷之や米芾に擬えられた。
善導寺に父浚明の墓碑を建てる際、先に柴野栗山撰・巻菱湖書の碑文が存在していたものの、菱湖と不和だったためこれを用いず、片山北海撰・永根氷斎書のものを用いたという。

## 弟子
- 松岡環翠[19]

## 家族
- 父：五十嵐片原（元誠、子勉）
- 母：谷氏[20]
- 子：五十嵐雪槎（此宝） - 『竹沙小品』に倣い『雪槎墨戯』を出版した。晩年越後に帰って市島礼卿の下に身を寄せ、慶応年間水原で死去した[21]。
- 子：五十嵐竹塢（亦吉、高槐） - 天保13年（1842年）『人名録』に下谷聖天町在住として載る。1896年（明治29年）69歳で死去した[8]。